# The Beauty of Destruction
The Beauty of Destruction è l'album di debutto del supergruppo metalcore statunitense Devil You Know. Pubblicato il 25 aprile 2014 in Europa e il 29 aprile nel resto del mondo, è stato prodotto da Logan Mader e distribuito dalla Nuclear Blast.

## Tracce
Testi di Howard Jones, musiche di Francesco Artusato e John Sankey.
1. A New Beginning – 4:08
2. My Own – 3:43
3. Embracing the Torture – 3:26
4. For the Dead and Broken – 3:26
5. Seven Years Alone – 3:43
6. It's Over – 3:53
7. A Mind Insane – 4:13
8. Crawl from the Dark – 4:16
9. The Killer – 3:40
10. I Am the Nothing – 4:12
11. Shut It Down – 3:51
12. As Bright as the Darkness – 4:30

Traccia bonus della versione LP in vinile
1. Sacrifice – 4:00

## Formazione
Devil You Know
- Howard Jones – voce
- Francesco Artusato – chitarra, basso
- John Sankey – batteria, percussioni

Produzione
- Logan Mader – produttore
- Chris "Zeuss" Harris – missaggio
- Ted Jensen – masterizzazione